# Saussenac
Saussenac – miejscowość i gmina we Francji, w regionie Oksytania, w departamencie Tarn.
Według danych na rok 1990 gminę zamieszkiwały 392 osoby, a gęstość zaludnienia wynosiła 23 osób/km² (wśród 3020 gmin regionu Midi-Pireneje Saussenac plasuje się na 681. miejscu pod względem liczby ludności, natomiast pod względem powierzchni na miejscu 673.).